# Gayle Reaves
Gayle Reaves es un periodista estadounidense que ganó el Premio Pulitzer y el Premio George Polk. Fue editora del Fort Worth Weekly, un periódico alternativo que sirve al Dallas / Fort Worth Metroplex, de octubre de 2001 a marzo de 2015.

Antes de unirse al Fort Worth Weekly, Reaves trabajó como reportero de proyectos, escritor y editor asistente de la ciudad para The Dallas Morning News. También fue reportera del Fort Worth Star-Telegram, Austin American-Statesman, la ahora desaparecida Austin Citizen, y comenzó su carrera en el Paris (TX) News.
Reaves fue un graduado de honores de la Universidad de Texas en Austin, ganando una licenciatura en periodismo en 1973. Ella es una Texana, residente en Fort Worth.

## Premios
Reaves fue finalista de Pulitzer en 1989 y fue miembro de un equipo de The Dallas Morning News que ganó el Premio Pulitzer de Reportaje Internacional en 1994, que cubría "la epidemia de violencia contra las mujeres en muchas naciones". Once reporteros y cinco fotoperiodistas crearon la serie de 14 cuentos "La violencia contra las mujeres: una cuestión de derechos humanos".
Reaves ganó, junto con los periodistas de Dallas Morning News, David Hanners y David McLemore, el Premio George Polk de 1990 por reportes regionales luego de una serie de guerras de drogas en el sur de Texas.

Reaves es fundadora y expresidenta de la Asociación de Mujeres Periodistas y expresidenta del Simposio de Periodismo y Mujeres.